# Piruz Nahavandi
Piruz Nahavandi (en persa: پیروز نهاوندی‎,  Pīrūz Nahāvandī ), también conocido por el  teknonymy Abu Luʼluʼah (en árabe: أَبُو لُؤْلُؤَةَ‎, Padre de la Perla ) y Baba Shuja' al-din ( en árabe: بابا شُجاع‌الدین‎,  El padre valiente de la religión ), era un soldado del  Persa Sasánida que fue capturado en el  Batalla de al-Qādisiyyah (o Batalla de Nihavand) en 636 EC cuando los Sasanianos fueron derrotados por el  Ejército musulmán de Omar en el ribera occidental del  Río Éufrates. Después de que fue  traído a Arabia como esclavo, logró  asesinar a Omar en el año Hijri islámico 23 (644-645 EC). Se ha informado que Nahavandi fue un experto herrero y carpintería junto con su carrera como soldado. Su nombre indica que es originario de la antigua ciudad de Nahavand,  Persia.